# Sandaohe Shuiku
Sandaohe Shuiku är en reservoar i Kina. Den ligger i provinsen Liaoning, i den nordöstra delen av landet, omkring 57 kilometer sydost om provinshuvudstaden Shenyang. Omgivningarna runt Sandaohe Shuiku är en mosaik av jordbruksmark och naturlig växtlighet.
Genomsnittlig årsnederbörd är 1 100 millimeter. Den regnigaste månaden är juli, med i genomsnitt 274 mm nederbörd, och den torraste är januari, med 11 mm nederbörd.